# John Bertrand (velejador estadunidense)
John Joseph Bertrand (San Mateo, 25 de março de 1956) é um velejador estadunidense, medalhista olímpico. Ele competiu nos Jogos Olímpicos de Verão de 1984 na classe Finn e conquistou a medalha de prata. Em seguida, envolveu-se no desafio do New York Yacht Club pela Louis Vuitton Cup de 1987, primeiro como tático e depois substituindo John Kolius como capitão. Ele correu novamente ao lado de Kolius no Abracadabra 2000 durante a Louis Vuitton Cup de 2000.